# Cream
Cream war eine britische Rockband, die von 1966 bis 1968 bestand. Bandmitglieder waren Eric Clapton, Jack Bruce und Ginger Baker. Ihr Sound war eine Mischung aus Blues, Hard- und Psychedelic-Rock. Cream gilt als die erste Supergroup in der Geschichte der Rockmusik.

## Bandgeschichte

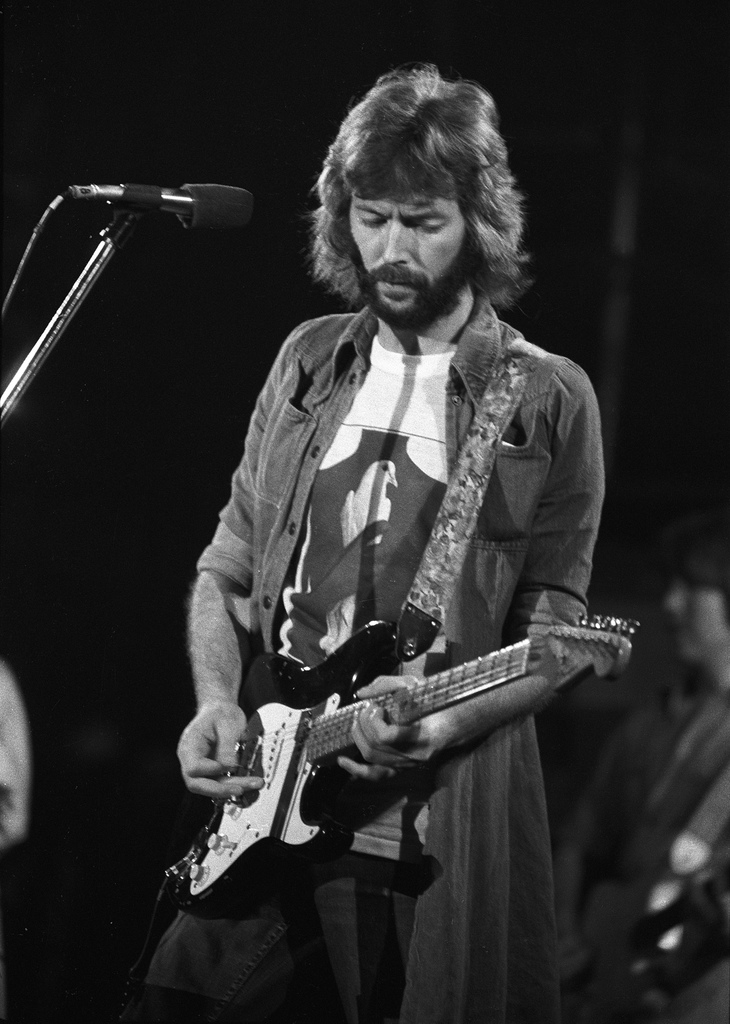
Eric Clapton, 1975

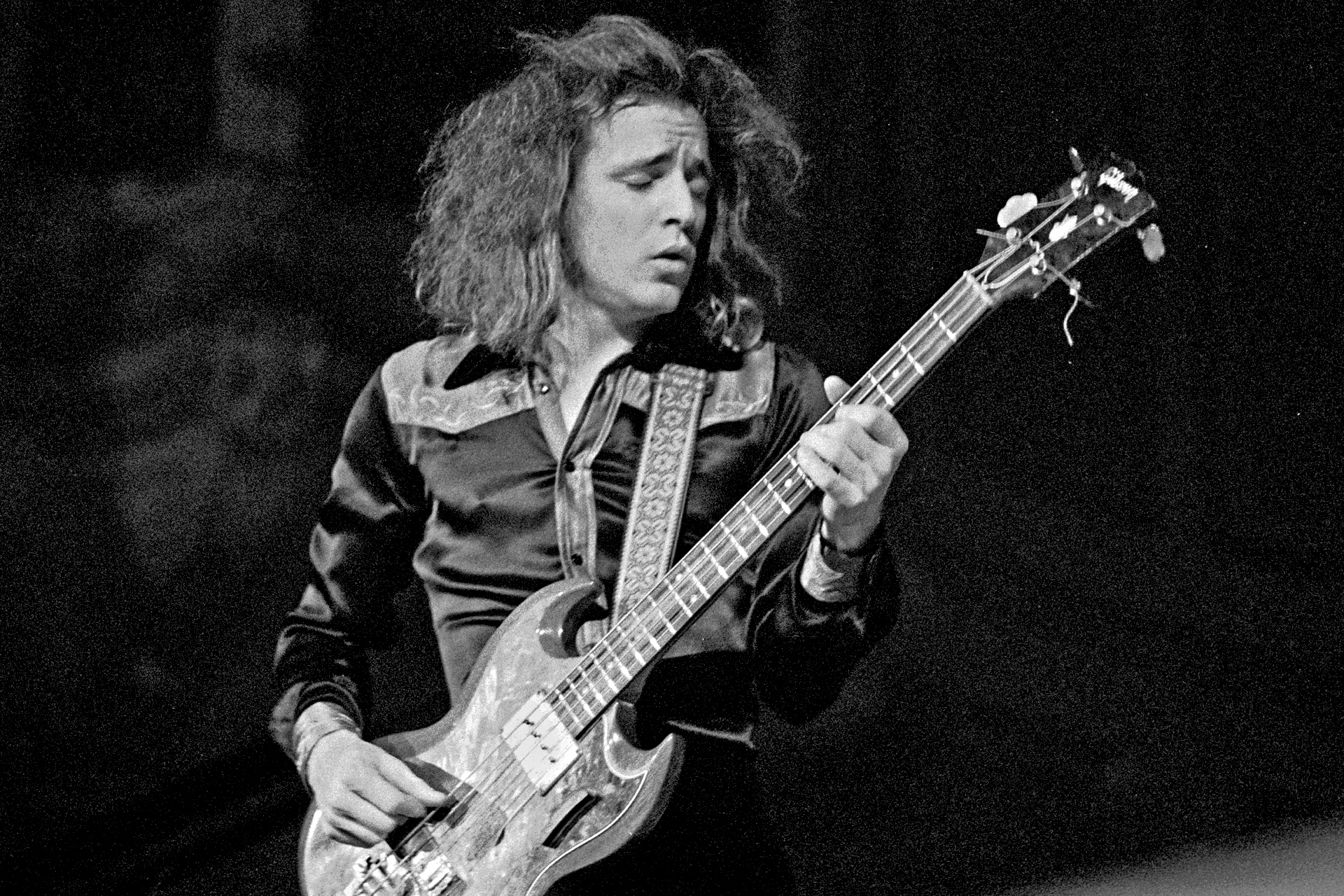
Jack Bruce, 1972

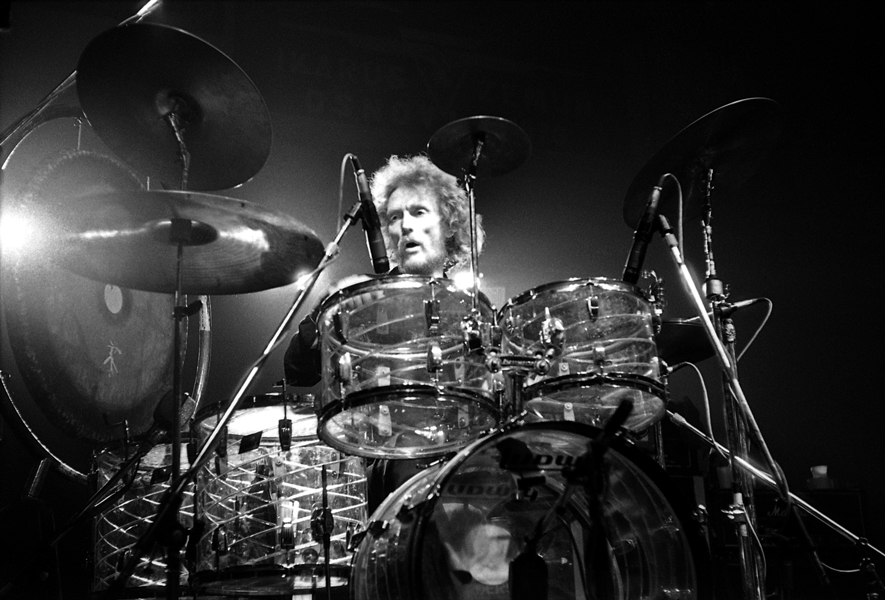
Ginger Baker, 1980

### Gründung
Im April 1966 diskutierten der Gitarrist Eric Clapton und der Schlagzeuger Ginger Baker, die miteinander befreundet waren und in unterschiedlichen Bands spielten, die Möglichkeit, eine eigene Formation zusammenzustellen. Clapton brachte mit Jack Bruce als möglichen Bassisten einen Musiker in das Gespräch, mit dem Baker bereits ein Jahr zuvor in der Band Graham Bond Organization zusammengespielt hatte. Dabei war es zwischen den beiden zu handgreiflichen Auseinandersetzungen gekommen, die darin gipfelten, dass Baker Bruce aus der Band warf. Dennoch stimmte Baker gemeinsamen Sessions mit dem Bassisten zu, trotz der Spannungen zwischen Bruce und Baker achteten beide weiterhin die musikalischen Fähigkeiten des jeweils anderen. Clapton, Bruce und Baker kamen zusammen und spielten eine erste Session. Sie beschrieben in späteren Interviews und Biografien, dass sich sofort eine „Magie“ entfaltet habe, als sie begannen zu proben, und dabei ein Sound entstand, der die Musiker begeisterte.
Bei der zweiten Session der Band waren Manager Robert Stigwood und Reporter des Melody Maker anwesend. Noch bevor Cream das erste Konzert gab beziehungsweise Aufnahmen veröffentlichte, wurde der Zusammenschluss von Clapton, Baker und Bruce als Sensation in der Presse diskutiert, da sie bereits zu diesem Zeitpunkt jeweils zu den besten Instrumentalisten ihres Faches gezählt wurden. In der Musikpresse entstand daraufhin für die neu zusammengestellte Formation der Begriff „Supergroup“. Der Sound von Cream war eine Verschmelzung von hart gespieltem Blues und Jazz-Einflüssen, letztere eingebracht durch Bruce und Baker, was sich in ausladenden Improvisationen während ihrer Konzerte äußerte. Außerdem entwickelten Cream einen eigenen psychedelischen Sound. Das erste offizielle Konzert der Gruppe fand beim Windsor Jazz & Blues Festival im Juli 1966 statt.
Im Oktober 1966 wurde den Musikern von Cream, während sie ein Konzert spielten, der gerade aus den USA nach England eingereiste, noch völlig unbekannte Gitarrist Jimi Hendrix vorgestellt. Hendrix wurde von Chas Chandler, dem Bassisten der Animals, gemanagt. Chandler hatte Hendrix unter anderem mit der Aussicht auf ein Treffen mit dem von ihm bewunderten Eric Clapton davon überzeugt, nach England zu reisen. Kurz bevor Cream ihren Auftritt beendet hatten, bat Hendrix darum, auf die Bühne kommen zu dürfen, um mit der Band zu jammen. Gitarrist Clapton stimmte diesem Anliegen nur widerwillig zu. Clapton beschreibt in seiner Biografie, wie die Band den Song Killing Floor von Howlin’ Wolf anstimmte, Hendrix dazu einstieg und ihn, Clapton, quasi „an die Wand spielte“. Dennoch entwickelte sich zwischen den Musikern von Cream und Hendrix eine anhaltende Freundschaft. Clapton gibt an, dass er stark von Hendrix’ Stil beeinflusst wurde, während Hendrix häufig bei Konzerten das Cream-Stück Sunshine of Your Love spielte.

### Erste Aufnahmen
1966 veröffentlichte Cream ihre erste Single Wrapping Paper unter Manager Stigwood, der dazu das Label Reaction gegründet hatte. Wrapping Paper wurde vor allem unter den Forderungen Stigwoods produziert, eine Eigenkomposition zu veröffentlichen, die kommerziellen Erfolg versprechen sollte, indem sie sich an dem damals aktuellen Pop-Sound anlehnte. Die Single brachte jedoch nicht die erhofften Verkaufszahlen, zumal sie im Sound und Komposition im krassen Gegensatz zu dem neuen und schweren Bluesrock stand, den Cream fortan entwickelte. Im Dezember 1966 wurde die Single I Feel Free veröffentlicht, die im Januar 1967 Platz elf der britischen Charts erreichte.

### Fresh Cream
Von Juli bis September 1966 wurde in London das erste Album Fresh Cream aufgenommen und im Dezember 1966 in Großbritannien und im Januar 1967 in den USA veröffentlicht. Es positionierte sich in den Top 10 in Großbritannien. Auf dem Album befinden sich Eigenkompositionen von Jack Bruce, der auch die meisten Stücke sang, sowie Coverversionen von Bluesstücken. Außerdem enthält es zwei Instrumentalstücke, eines davon Toad, das das Schlagzeugspiel von Ginger Baker herausstellt.

### Disraeli Gears
Im März 1967 gab Cream die ersten Konzerte in den USA. Vom 11. bis zum 15. Mai 1967 nahmen sie in New York ihr zweites Album Disraeli Gears auf. Produzent war Felix Pappalardi, der später bei Mountain spielte. Disraeli Gears wurde im November 1967 veröffentlicht und schaffte es in die Top 5 in Großbritannien und den USA. Das Album sollte schon im Sommer 1967 veröffentlicht werden, die Plattenfirma entschied jedoch, ein zeitgemäßeres psychedelisches Cover zu verwenden, dessen Herstellung die Veröffentlichung um mehrere Monate verzögerte.
Disraeli Gears gilt als maßgeblicher Ausdruck des Psychedelic Rock. Die Stücke auf dem Album haben eine größere Bandbreite als Fresh Cream, es gibt Bluesrock bei Strange Brew (von Eric Clapton, Felix Pappalardi und Gail Collins), Rock bei SWLABR, psychedelische Elemente bei We’re Going Wrong und das vom Folk beeinflusste Mother’s Lament. Clapton war außerdem neben Hendrix (der diesbezüglich von Frank Zappa inspiriert wurde) einer der ersten Gitarristen, der das Wah-Wah-Pedal als Gitarreneffekt benutzte (bei Tales of Brave Ulysses). Bis auf wenige Ausnahmen waren die meisten Stücke Eigenkompositionen, wobei neben Bruce, Clapton und Baker Kollegen wie Pete Brown, Pappalardi und andere als Komponisten und Texter zeichneten.
Bei Konzerten spielte Cream von dem Album Disraeli Gears nur die Stücke Tales of Brave Ulysses, Sunshine of Your Love und We’re Going Wrong. Der Grund dafür war einerseits, dass die Musiker es vorzogen, live solche Songs zu spielen, die einfacher als Grundlage für lange Improvisationen genutzt werden konnten, und zum anderen, dass bei den Studioaufnahmen von Disraeli Gears oft eine zweite Gitarrenspur dazugefügt wurde, die so auf der Bühne nicht reproduziert werden konnte.
Nach den Aufnahmen im Mai 1967 begab sich Cream auf Tournee. Im August 1967 hatten sie ihre erste USA-Tournee als Headliner und spielten im Fillmore West in San Francisco. Einige Live-Versionen der Stücke gingen nun über zwanzig Minuten.
In diese Zeit fielen einige Veränderungen in der Rockmusik, vor allem hinsichtlich des Ablaufes von Live-Konzerten. Diese Entwicklung wurde von Cream mitgeprägt. So veränderte sich zum einen  die Dauer eines Rockkonzertes von bis dahin üblichen kurzen, höchstens 30 Minuten dauernden Auftritten von Beat-Bands wie den Beatles, hin zu mehrstündigen Veranstaltungen. Anstatt kleiner Gitarrenverstärker wurden nun große, oft mehrere Verstärkertürme umfassende Anlagen für Bass oder Gitarre auf die Bühne gebracht, um den gewünschten Klang zu erzeugen. Clapton und Bruce spielten live teilweise hinter jeweils drei 100-Watt-Marshall-Verstärkertürmen. Außerdem wurden nun PA-Anlagen eingesetzt. All dies war Folge der bis dahin unzureichenden Lautstärke kleiner Verstärker in Hallen voll kreischender Zuschauer, in der sich die Bands selbst nicht mehr hören konnten, und dem neuen Anspruch der neueren Rockbands und deren Publikum an einen angemessenen Sound bei Konzerten.
Eine weitere maßgebliche kulturelle Veränderung jener Zeit war das Aufkommen der Hippies. Die seit den 1950er Jahren entstandene Jugendkultur, maßgeblich geprägt und entstanden durch den Rock ’n’ Roll, entwickelte sich ab den 1960er Jahren, nun erweitert um ideologische Standpunkte (Beatniks, Bob Dylan) und eine skeptische bis ablehnende Haltung gegenüber der etablierten Kultur der Erwachsenen zu einer eigenständigen Subkultur mit einer eigenen Ideologie. Rockmusik war bei den Anhängern dabei das wichtigste Medium, die Konzerte waren Ausdruck, Demonstration, Stammestreffen und sinnliches Ereignis zugleich. Bei Musikern wie dem Publikum gehörten Cannabis und LSD zu den entsprechenden Drogen, die zur Musik und während der Konzerte konsumiert wurden. Eric Clapton berichtet in seiner Autobiografie, wie er bei Auftritten unter LSD-Einfluss spürte, dass er mit unterschiedlichen Akkorden auf der Gitarre die Stimmung des Publikums verändern konnte und sich mit ihm verbunden fühlte.

### Wheels of Fire
Den größten kommerziellen Erfolg erreichte Cream mit ihrem dritten Album, der Doppel-LP Wheels of Fire, das die Schlüsselsongs White Room und Crossroads enthält. White Room wurde von Cream 1967 und 1968 aufgenommen und ragt aus der Rockmusik der damaligen Zeit heraus, nicht nur wegen des Textes, der in surrealer Bildersprache ein sich auf mehreren Ebenen abspielendes Drama beschreibt. Auch überrascht das Stück durch die wiederholten Wechsel vom 4⁄4- zum 5⁄4-Takt und ist – ebenso wie die auf dem Album enthaltenen Mike-Taylor-Songs Passing the Time und Pressed Rat and Warthog – ein Beispiel für die Experimentierfreudigkeit der damaligen Rockmusik.
White Room zeigte einmal mehr Claptons Fähigkeiten als Gitarrist. Dazu übernahm Baker mit seinen Fill-ins am Schlagzeug teilweise die Aufgaben eines Soloinstruments. Das Lied Crossroads, im Original ein Blues-Klassiker von Robert Johnson, gibt wieder, wie Cream es verstand, einen akustischen Bluessong in das Format der elektrisch verstärkten Rockband zu übersetzen. Diesmal übernahm Clapton den Gesang. In dieser Version lässt sich verfolgen, wie die Musiker mit der Dynamik zwischen Gesangs- und Soloparts umgingen. Der zweite Teil des Albums dokumentiert mit Konzertmitschnitten die damals für die Rockmusik neuartigen, durch den Jazz inspirierten, langen Improvisationspassagen der Instrumentalisten. Cream brachte es damit auf Platz eins der US-amerikanischen Charts und etablierte sich endgültig als Supergroup, deren Live-Auftritte jede Halle füllen konnten.
Seit Sommer 1966 war Cream ständig auf Tournee, und die Verpflichtungen stiegen mit zunehmendem Erfolg. Die Gruppe war durch Konzerte, Aufnahmen im Studio und ständigen Reisen großen Belastungen ausgesetzt. Alle drei Musiker beschreiben in ihren Biografien, dass ihr Drogenkonsum bald nicht mehr allein zur Entspannung oder Bewusstseinserweiterung diente, sondern dem Aufputschen, um das Pensum an Verpflichtungen erfüllen zu können. Zudem begünstigte dieses Klima den andauernden Konflikt zwischen Jack Bruce und Ginger Baker, die sich in zunehmendem Maße Auseinandersetzungen lieferten, die nicht allein auf verbale Angriffe beschränkt waren. Clapton, der zu vermitteln suchte, kam letztlich gegen das Konfliktpotential zwischen Baker und Bruce nicht an. Das interne Klima verschlechterte sich so stark, dass sich die Musiker 1968, im zweiten Jahr des Bestehens von Cream und auf dem Höhepunkt ihres Erfolges, während der Tourneen in verschiedenen Hotels einquartieren ließen und erst kurz vor den Auftritten vor Ort eintrafen, um sich so möglichst lange aus dem Weg zu gehen.
Ginger Baker beschrieb in einem späteren Interview, wie sich die Qualität ihrer Konzerte zunehmend verschlechterte. Gleiches sagte auch Clapton („wir haben nicht mehr aufeinander gehört“), der während eines Auftritts an einem Punkt einfach aufhörte zu spielen, ohne dass Bruce oder Baker davon Notiz nahmen. Clapton hatte das Gefühl, dass es vornehmlich darum ging, sich selbst zur Schau zu stellen. 1968 spielten Clapton und Bruce mit mehreren Marshall-Verstärkertürmen auf der Bühne, wobei Ginger Baker mit seinem Schlagzeug Mühe hatte, sich überhaupt selbst zu hören. Er beklagte sich darüber, dass Jack Bruce absichtlich seine Verstärker aufgedreht habe, um Baker zu übertönen.

### Goodbyeund Auflösung der Band
Im Sommer 1968 kündigte Cream die Auflösung an, nachdem man im Herbst noch eine Abschiedstournee durch die USA geben würde. Gleichzeitig begann Cream mit Aufnahmen zu ihrem letzten Album Goodbye. Im Oktober und November 1968 fand die Abschiedstournee durch die USA mit 22 Auftritten an 19 Orten statt. Im Vorprogramm für Cream spielte Deep Purple bei drei Konzerten, wurde danach aber aus dem Programm genommen, da sie für Cream ungünstige Kritiken erhielten und die Musiker der beiden Bands nicht miteinander klarkamen. Die weiteren Konzerte wurden von The Taste mit dem jungen irischen Gitarristen Rory Gallagher und der englischen Band Yes bestritten. Beide Vorbands bekamen – wie Cream – gute Kritiken für ihre Auftritte. Nach der Abschiedstournee gab es am 26. November 1968 das letzte angekündigte Konzert in der Londoner Royal Albert Hall. In der offiziellen Begründung zur Auflösung von Cream hieß es, dass ihr Superstar-Dasein ihrer eigentlichen musikalischen Haltung und ihren Ambitionen entgegenstehe.

### Nach der Auflösung
Anfang 1969 erschien das Album Goodbye Cream, das wieder aus einer Mischung von Live- und Studioaufnahmen bestand. Danach wurden noch zwei Live-Alben veröffentlicht, Live Cream I & II, die aus Zusammenschnitten bisher unveröffentlichter Aufnahmen bestanden. Clapton konnte in den kommenden Jahren seinen Status als Superstar halten und sogar weiter ausbauen, während Baker und Bruce – zumindest in kommerzieller Hinsicht – nie wieder derartigen Erfolg erreichten.
Ginger Baker spielte 1969 bei Blind Faith (unter anderem mit Clapton und Steve Winwood) und gründete 1970 die Afro-Rock-Bigband Ginger Baker’s Air Force, die im Frühjahr 1971 wieder aufgelöst wurde. Baker ging nach Nigeria, wo er ein Musikstudio, ein Restaurant und einen Nachtclub betrieb. Er machte Musik zusammen mit Fela Ransome Kuti; LP Live (1971). 1974 schloss er sich mit den Brüdern Adrian und Paul Gurvitz zur Baker-Gurvitz-Army zusammen.
Jack Bruce arbeitete nach der Auflösung von Cream mit verschiedenen Musikern, beispielsweise John McLaughlin, Larry Coryell, Michael Gibbs, Jon Hiseman, Dick Heckstall-Smith und Ian Carr. 1972 gründete er das Trio West, Bruce & Laing.

### Reunion-Konzerte
Im Jahr 1993 traten Clapton, Baker und Bruce noch einmal als Cream auf, als sie in die Rock and Roll Hall of Fame aufgenommen wurden, doch es blieb zunächst bei dem einmaligen Ereignis. Bruce und Baker gründeten 1994 zusammen mit Gary Moore die Band BBM und veröffentlichten unter diesem Namen ein Studioalbum.

#### Tour 2005
Am 2. Mai 2005 gaben Cream das erste Konzert seit der Auflösung vor 36 Jahren. Der nun 60-jährige Clapton soll der Reunion vor allem wegen des schlechten Gesundheitszustands seiner Kollegen zugestimmt haben: Jack Bruce, damals 62, hatte kurz zuvor eine Lebertransplantation überstanden und der inzwischen 66-jährige Baker litt an Arthritis. Es war der Auftakt zu vier Auftritten in der Londoner Royal Albert Hall. Von den vier Reunion Concerts gibt es einen repräsentativen filmischen Querschnitt mit aktuellen Interviews auf DVD. Vom 24. bis 26. Oktober 2005 gab die Gruppe zusätzlich drei Konzerte im Madison Square Garden in New York.
Laut Jack Bruce habe es in den Folgejahren finanziell sehr lukrative Angebote bezüglich möglicher weiterer Tourneen gegeben, die die Band jedoch ausschlug. Ginger Baker beschrieb in Interviews, wie er während eines Reunion-Auftritts 2005 in New York von Bruce auf der Bühne angeschrien und zurechtgewiesen wurde, woraufhin für Baker eine weitere Zusammenarbeit mit Bruce nicht mehr in Frage kam. Jack Bruce starb 2014, Ginger Baker 2019.

## Stil und Einflüsse
Bruce und Baker kamen ursprünglich aus dem Jazz und kannten sich bereits aus dem Johnny Burch Octet, wo sie 1962 gemeinsam gespielt hatten. Später traten beide mit der Graham Bond Organisation auf, die Bruce mitbegründet hatte und die Blues und Jazz spielte. Der erste Gitarrist dieser Band war John McLaughlin. In dieser Band waren Improvisationen üblicher Teil des musikalischen Ausdrucks.
Clapton hingegen hatte mit Blues begonnen. Schon im jungen Alter wurde er Mitglied der Band Yardbirds und wurde mit ihr als herausragender Gitarrist in London bekannt. Clapton war unter Musikern als Blues-Purist bekannt, der den kommerziellen Sound, den die Yardbirds bald einschlugen, ablehnte. 1965 wechselte er deshalb zu John Mayall’s Blues Breakers, bei denen auch Jack Bruce für einige Zeit Bandmitglied war. Bei Cream spielte Clapton zu Anfang meist eine Gibson Les Paul, dann eine bunte Gibson SG; In Filmaufnahmen ist er ab 1968 mit einer roten Gibson ES-335 zu sehen. Live spielte Clapton über Marshall-Verstärker.
Jack Bruce begann mit Jazz, schottischer Folklore, klassischer Musik (u. a. Johann Sebastian Bach) und lernte Cello. In seinen frühen Jazz-Jahren spielte er Kontrabass, wie in Jazz-Formationen jener Zeit üblich. Bei Cream trat er mit einem roten Gibson EB-3-Bass über Marshall-Verstärker auf und etablierte den E-Bass als ebenbürtiges Soloinstrument neben der Lead-Gitarre.
Ginger Bakers erste Instrumente waren Klavier und Trompete, bevor er Mitte der 1950er Jahre zum Schlagzeug wechselte. Seine ersten Erfahrungen in Bands machte er in der Jazz-Szene Londons in eher traditionellen Jazz-Formationen. Ende der 1950er Jahre nahm er Kontakt zur Londoner Bluesszene auf und löste 1962 bei Alexis Korner Charlie Watts ab, der bei den Rolling Stones eingestiegen war. Bei Cream spielte Baker ein Schlagzeug von Ludwig mit zwei Bassdrums.
Im Studio und bei Proben kam bei Cream darüber hinaus eine Vielzahl weiterer Instrumente zum Einsatz; so spielte Bruce beispielsweise bei einigen Aufnahmen Klavier. Der daraus resultierende Stil kam hauptsächlich bei ihren vielen Live-Auftritten zur Geltung, wo sie ausladende Improvisationsteile der einzelnen Musiker einbauten. Erstmals in der Pop- und Rockgeschichte spielten nun alle beteiligten Instrumente – Gitarre, Bass, Schlagzeug – bei Soli gleichberechtigt nebeneinander.
Die Musikzeitschrift Rolling Stone listete die Band auf Rang 67 der 100 größten Musiker aller Zeiten.

## Diskografie
Studioalben

| Jahr | Titel Musiklabel                  | Höchstplatzierung, Gesamtwochen, AuszeichnungChartplatzierungen (Jahr, Titel, Musiklabel, Platzierungen, Wochen, Auszeichnungen, Anmerkungen) | Höchstplatzierung, Gesamtwochen, AuszeichnungChartplatzierungen (Jahr, Titel, Musiklabel, Platzierungen, Wochen, Auszeichnungen, Anmerkungen) | Höchstplatzierung, Gesamtwochen, AuszeichnungChartplatzierungen (Jahr, Titel, Musiklabel, Platzierungen, Wochen, Auszeichnungen, Anmerkungen) | Anmerkungen                                                  |
| Jahr | Titel Musiklabel                  | DE | UK | US | Anmerkungen                                                  |
| ---- | --------------------------------- | --- | --- | --- | ------------------------------------------------------------ |
| 1966 | Fresh Cream Reaction / Polydor    | — | UK6 (19 Wo.)UK | US39 Gold · (92 Wo.)US | Erstveröffentlichung: 9. Dezember 1966 Verkäufe: + 500.000   |
| 1967 | Disraeli Gears Reaction / Polydor | — | UK5 Gold · (42 Wo.)UK | US4 Platin · (83 Wo.)US | Erstveröffentlichung: 2. November 1967 Verkäufe: + 1.100.000 |
| 1968 | Wheels of Fire Polydor / Atco     | DE15 (20 Wo.)DE | UK3 Silber · (26 Wo.)UK | US1 Platin · (50 Wo.)US | Erstveröffentlichung: 9. August 1968 Verkäufe: + 1.060.000   |
| 1969 | Goodbye Polydor / Atco            | DE9 (24 Wo.)DE | UK1 (27 Wo.)UK | US2 Gold · (26 Wo.)US | Erstveröffentlichung: 5. Februar 1969 Verkäufe: + 500.000    |